# The Unforgettable Fire (chanson)
Cet article concerne la chanson de U2. Pour l'album du même groupe, voir The Unforgettable Fire.
Singles de U2
Pride (In the Name of Love)
(1984) With or Without You
(1987)
Pistes de The Unforgettable Fire
Wire Promenade
The Unforgettable Fire est une chanson du groupe de rock irlandais U2 et le second single issue de l'album du même nom, sorti le 1er avril 1985 en deux formats différents (2 x 45 tours et 1 maxi 45 tours). Elle est la quatrième piste de cet album. La chanson est inspirée d'une série de tableaux réalisés par des survivants des bombardements atomiques d’Hiroshima et de Nagasaki pour une exposition de peintures qui a eu lieu dans le Musée de la paix à Chicago. N°1 à sa sortie en Irlande, le morceau est devenu le troisième hit du groupe à entrer dans le Top 10 au Royaume-Uni, avec une 6e place dans les charts. Le single a atteint aussi la 8e place des charts aux Pays-Bas, mais n'a pas réussi à entrer dans les classements américains.

## Musique et thématique
The Unforgettable Fire est composé d'ambiance atmosphérique, avec l'utilisation ambiante de la guitare est arrangé par le musicien de jazz irlandais Noel Kelehan. « C'était une trame musicale sur laquelle je m'amusais au piano à la maison, se souvient le guitariste The Edge. C'est du classique ou pas loin. » « La chanson est très évocatrice d'une ville, en l'occurrence Tokyo, renaissant de ses cendres tel un phénix » explique le chanteur Bono. Mais c'est aussi une chanson d'amour, avec des paroles (« your eyes, as black as coals ») (« tes yeux, noirs comme le charbon ») qui pourraient faire référence à Ali, l'épouse de Bono.

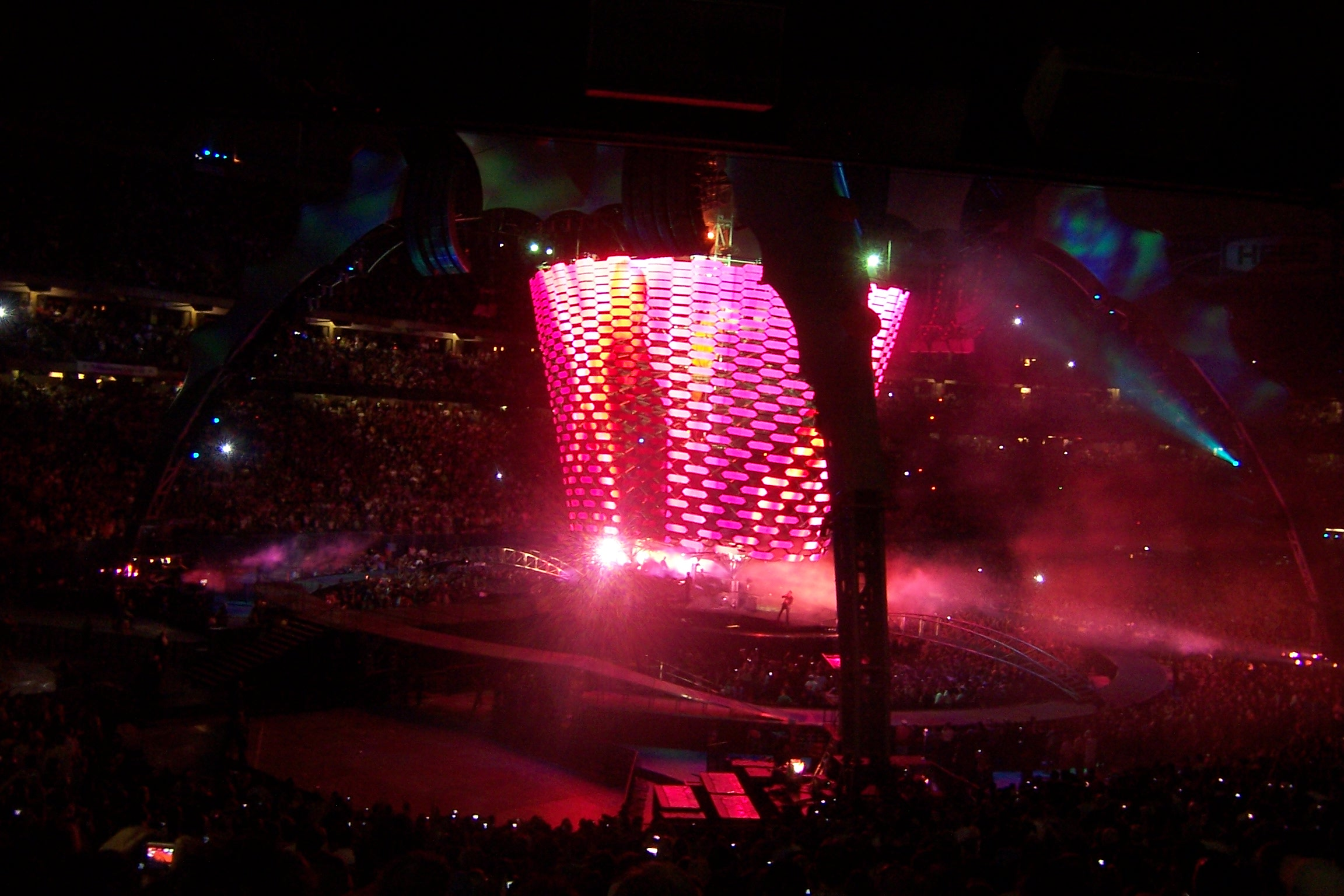
U2 interprète The Unforgettable Fire au Giants Stadium dans le New Jersey, lors de leur tournée U2 360° Tour, le 23 septembre 2009.

## Liste des pistes du single

### Version 1
1. "The Unforgettable Fire" (4:56)
2. "A Sort of Homecoming" (Live from Wembley) (4:06)

Édition 7".

### Version 2
1. "The Unforgettable Fire" (4:56)
2. "MLK" (Album Version) (2:32)

Édition 7" parue en Australie et en Nouvelle-Zélande.

### Version 3
1. "The Unforgettable Fire" (4:56)
2. "A Sort of Homecoming" (Live from Wembley) (4:06)
3. "Love Comes Tumbling" (4:45)
4. "The Three Sunrises" (3:52)
5. "Sixty Seconds in Kingdom Come" (3:15)

Double édition 7" parue en Irlande et au Royaume-Uni.

### Version 4
1. "The Three Sunrises" (3:52)
2. "The Unforgettable Fire" (4:56)
3. "A Sort of Homecoming" (Live from Wembley) (4:06)
4. "Love Comes Tumbling" (4:45)
5. "Bass Trap" (5:17)

Édition 12", en cassette  et en CD. 

### Version 5
1. "The Three Sunrises" (3:52)
2. "The Unforgettable Fire" (4:56)
3. "A Sort of Homecoming" (Live from Wembley Different Mix) (4:06)
4. "Love Comes Tumbling" (Alternate Vocal) (4:37)
5. "Bass Trap" (5:17)

Édition 12" parue en Australie. "A Sort Of Homecoming" et  "Love Comes Tumbling" sont des versions remixées. 